# Ferocactus gracilis

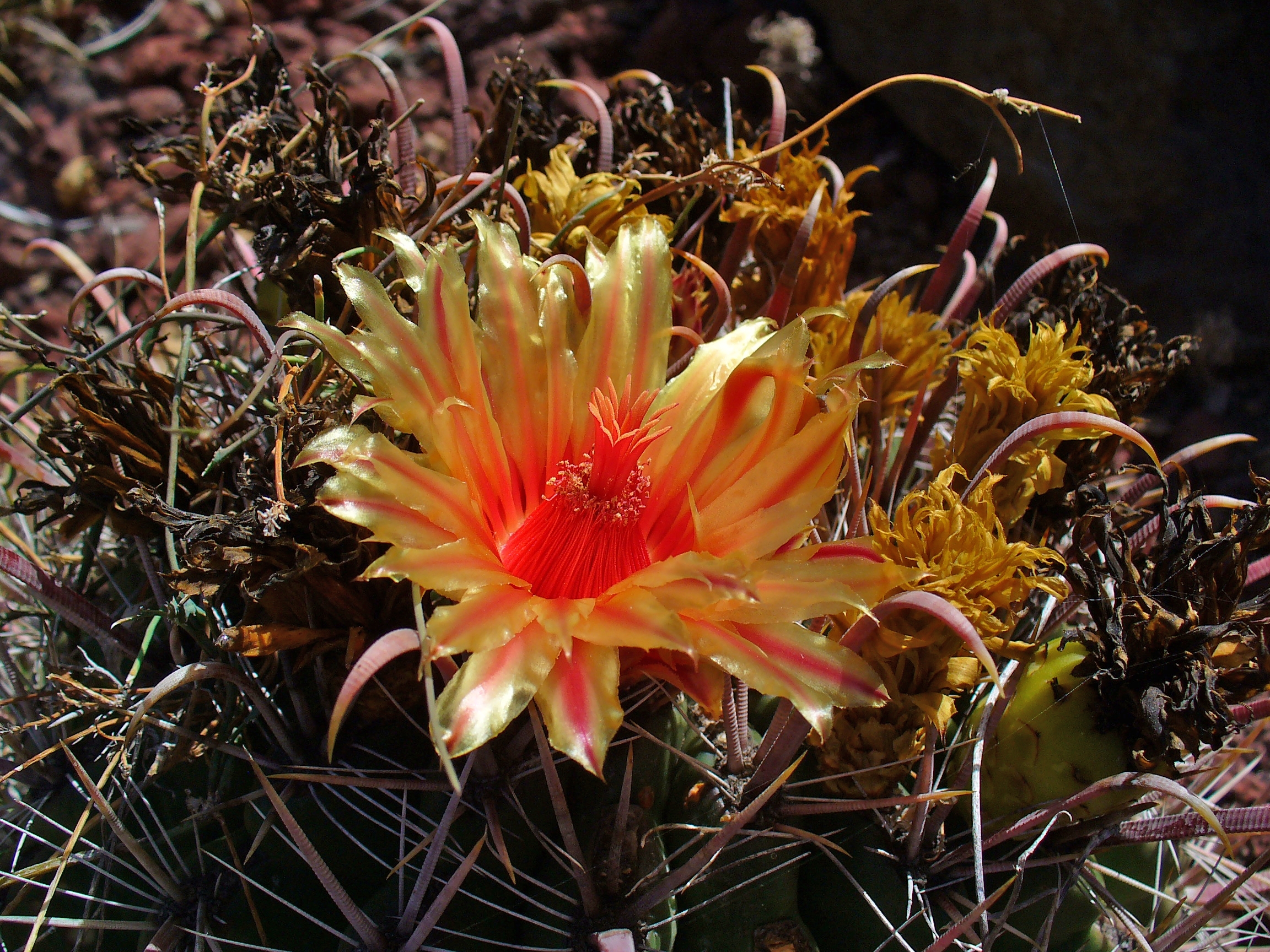
Blüte von Ferocactus gracilis subsp. coloratus

Ferocactus gracilis ist eine Pflanzenart aus der Gattung Ferocactus in der Familie der Kakteengewächse (Cactaceae). Das Artepitheton gracilis stammt aus dem Lateinischen, bedeutet ‚schlank‘ und verweist auf die Wuchsform der Art.

## Beschreibung
Ferocactus gracilis wächst einzeln mit kugelförmigen bis zylindrischen, tiefgrünen Trieben und erreicht bei Durchmessern von 30 Zentimetern Wuchshöhen von bis zu 150 Zentimeter. Es sind 16 bis 24 leicht gehöckerte Rippen vorhanden. Die 7 bis 13 roten, quer gebändert Mitteldornen besitzen eine etwas gebogene bis hakenförmige gelbe Spitze und sind bis zu 7 Zentimeter lang. Die vier Hauptdornen sind über Kreuz angeordnet. Die oberen und unteren Mitteldornen sind abgeflacht. Die acht bis zwölf weißen Randdornen sind gelegentlich verdreht. Die oberen und unteren von ihnen sind besonders kräftig.
Die trichterförmigen, roten Blüten erreichen eine Länge von bis zu 4 Zentimeter und weisen einen Durchmesser von 3,5 Zentimeter auf. Die etwa 2,5 Zentimeter langen, länglich gelben Früchte reißen nicht an einer basalen Pore auf.

## Systematik und Verbreitung
Ferocactus gracilis ist im mexikanischen Bundesstaat Baja California verbreitet.
Die Erstbeschreibung erfolgte 1933 durch Howard Elliott Gates. Ein nomenklatorisches Synonym ist Ferocactus peninsulae var. gracilis (H.E.Gates) G.Unger (1992).
Es werden folgende Unterarten unterschieden:
- Ferocactus gracilis subsp. gracilis
- Ferocactus gracilis subsp. coloratus (H.E.Gates) N.P.Taylor
- Ferocactus gracilis subsp. gatesii (G.E.Linds.) N.P.Taylor

Ein Trivialname für Ferocactus gracilis subsp. coloratus ist „Biznaga Colorada“.
In der Roten Liste gefährdeter Arten der IUCN wird die Art als „Least Concern (LC)“, d. h. als nicht gefährdet geführt.

## Nachweise